# Montbrun-Bocage
Montbrun-Bocage település Franciaországban, Haute-Garonne megyében. Lakosainak száma 581 fő (2022. január 1.). Montbrun-Bocage La Bastide-de-Besplas, Camarade, Campagne-sur-Arize, Daumazan-sur-Arize, Fornex, Mauvezin-de-Sainte-Croix, Mérigon, Montfa, Sainte-Croix-Volvestre és Montesquieu-Volvestre községekkel határos.

## Népesség
A település népességének változása:
| Lakosok száma | 454  | 356  | 336  | 426  | 491  | 482  | 476  | 470  | 506  | 581  |
|               | 1968 | 1982 | 1990 | 2006 | 2013 | 2015 | 2017 | 2019 | 2020 | 2022 |